# Flammersbach (Aubach)
Der Flammersbach ist ein knapp zwei Kilometer langer, linker und westlicher Zufluss des Aubachs in Hessen.

## Geographie

### Verlauf
Der Flammersbach entspringt im kleinen Tal zwischen den Buchen und der Schieferkaute, unterhalb der Bettelküehe in einer kleinen Wiese auf etwa 422 m ü. NHN. Von dort fließt er am ehemaligen Flammersbacher Freibad vorbei. Bereits wenig bachabwärts verläuft er unterhalb der Flammersbacher Dorfmitte in einem Rohr, bevor er östlich des Ortskerns wieder zutage tritt. Weitere 400 m folgen, dann verläuft der Flammersbach wieder innerhalb einer Röhre parallel der Flammersbachstraße bis zur Landstraße L3044, dann weiter im Rohr bis zur Mündung. Auf seinem Weg von der Quelle dorthin durchfließt er lediglich den Ort Flammersbach, bevor er oberhalb von Haiger in den Aubach mündet.

### Zuflüsse
Der Flammersbach hat keine nennenswerten Zuflüsse.

### Ortschaften
Einzige Ortschaft am Flammersbach:
- Flammersbach